# Rosensjöborrekaktus
Rosenborrekaktus (Echinopsis backebergii) är en mångformig art av kaktus från Peru och Bolivia. Stammarna är klot- eller kort pelarformiga, blekt gröna, solitära eller bildar grupper. Cirka 15 åsar som växer i spiral. Taggar 1-11, inte alltid differentierade i central- och radiärtaggar, bruna, senare grå, tunna, böjda, ibland med krok, 0,5–5 centimeter långa. Blommor dagöppna, blekt till mörkt röda, ofta med blåaktig ton och vitt svalg, till 5,5 centimeter långa och cirka 4 centimeter i diameter. 
Namnet backebergii hedrar den tyske kaktuskännaren Curt Backeberg.

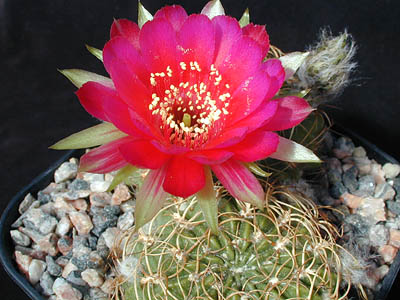
Foto: Mats Winberg

Lättodlad krukväxt som skall placeras i full sol under hela året. Vattnas cirka en gång per vecka april till oktober. Vid mycket varm väderlek kan mera vatten ges. Ge kvävefattig gödning i små doser.  Övervintras svalt och torrt från november till mars. Temperaturen bör ligga på 8-10°C. Utan sval vintervila blommar inte kaktusen.

## Synonymer
Arten är varationsrik och många synonymer förekommer i handeln och i kaktuslitteraturen.
- Cinnabarinea boedekeriana (Harden) F.Ritter 1980
- Echinopsis backebergii subsp. wrightiana  (Backeberg) G.D.Rowley 1982
- Echinopsis backebergii subsp. zecheri  (Rausch) Rausch ex G.D.Rowley 1982
- Echinopsis boedekeriana  Harden 1936
- Lobivia backebergii  (Werdem. ex Backeberg) Backeberg 1935
- Lobivia backebergii subsp. wrightiana (Backbgerg) Rausch 1977
- Lobivia backebergii var. capinotensis E.Herzog nom. inval.
- Lobivia backebergii var. oxyalabastra (Cárdenas & Rausch) Rausch 1975
- Lobivia backebergii var. winterana (F.Ritter) Rausch nom. inval.
- Lobivia backebergii var. wrightiana (Backbg.) Rausch 1975
- Lobivia backebergii var. zecheri (Rausch) Rausch 1975
- Lobivia boedekeriana  (Harden) Boedeker 1936
- Lobivia oxyalabastra  Cárdenas & Rausch 1966
- Lobivia pugionacantha var. boedekeriana (Harden) J.Ullmann 1992
- Lobivia rossii var. boedekeriana (Harden) Backeberg 1951
- Lobivia winterana  F.Ritter 1970
- Lobivia wrightiana  Backeberg 1937
- Lobivia zecheri  Rausch 1971
- Lobivia zecheri f. ferruginea (B.Braun) E.Herzog 1991
- Lobivia zecheri var. fungiflora B.Braun 1973
- Neolobivia winterana  (F.Ritter) F.Ritter 1981
- Neolobivia wrightiana (Backeberg) Y.Ito